# Greenwich Village

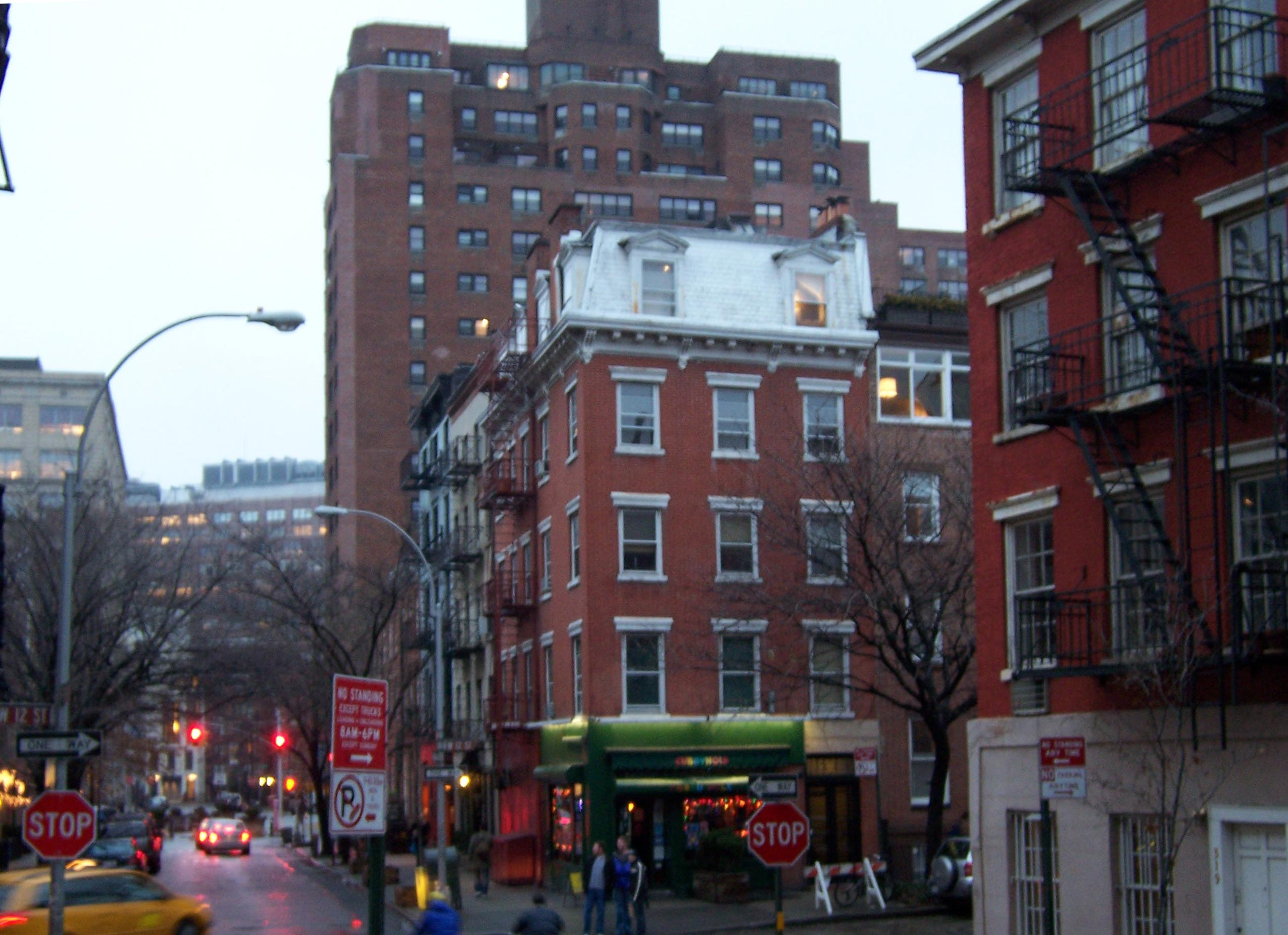
Greenwich Village

Greenwich Village (někdy označována jednoduše jako the Village) je velká rezidenční čtvrť a jedna z nejstarších čtvrtí Manhattanu, z východu ohraničená Broadwayí, ze západu řekou Hudson, z jihu ulicí Houston Street a ze severu 14. východní.

Sousedící čtvrti jsou East Village na východě, SoHo na jihu a Chelsea na severu. East Village bývala dříve považována za část Lower East Side a s Greenwich Village nebyla nikdy spojována. 

Název čtvrti prý patrně pochází od londýnského obvodu Greenwich, nicméně nizozemští zakladatelé ji nazývali Noortwijck či Greenwijck, takže se spíš jedná o zkomoleninu staršího názvu.

V minulosti byla čtvrť centrem bohémství a rodištěm beatnického hnutí.